# IJshockey op de Olympische Winterspelen 2006
Het ijshockey op de Olympische Winterspelen 2006 in Turijn bestond uit een vrouwen- (8 teams) en mannenkampioenschap (12 teams). De wedstrijden werden gehouden in Palasport Olimpico.
| Datum            | Onderdeel                 |
| ---------------- | ------------------------- |
| 11 - 14 februari | Groepswedstrijden Vrouwen |
| 15 - 21 februari | Groepswedstrijden Mannen  |
| 17 februari      | Halve Finales Vrouwen     |
| 20 februari      | Finales Vrouwen           |
| 22 februari      | Kwartfinales Mannen       |
| 24 februari      | Halve finales Mannen      |
| 25 februari      | Bronzen finale Mannen     |
| 26 februari      | Finale Mannen             |

## Mannen
| Titelverdedigers                                |
| Canada                                          |
| MacInnis, Brewer, Blake, Kariya, Nolan,         |
| Iginla, Shanahan, Yzerman, Belfour, Gagné,      |
| Nieuwendyk, Niedermayer, Brodeur, Joseph, Peca, |
| Pronger, Foote, Jovanovski, Lemieux, Fleury,    |
| Lindros, Sakic, Smyth                           |
| ----------------------------------------------- |

Het ijshockey toernooi was vanaf het begin af aan spannend met vele verrassende prestaties en uitslagen. Zo boden de Italianen in de eerste wedstrijd goed partij tegen de Canadezen, die uiteindelijk wel ruim wisten te winnen. Diezelfde dag speelden de Amerikanen in hun openingswedstrijd gelijk tegen Letland, nadat de Letten in de tweede periode zelfs een voorsprong hadden genomen. Slowakije wist op de openingsdag de Russen te verrassen door met 5-3 te winnen.
De Russen herstelden zich de dag erna door Zweden met 5-0 te verslaan. Wereldkampioen Tsjechië had grote problemen met Zwitserland. Nadat de Tsjechen tot twee keer toen een achterstand ongedaan hadden gemaakt, lukte dit na de derde achterstand niet meer en won Zwitserland.

### Groepsfase

#### Groep A
| rang | land        | wed | w | g | v | saldo   | pnt |
| ---- | ----------- | --- | - | - | - | ------- | --- |
| 1    | Finland     | 5   | 5 | 0 | 0 | 19 - 02 | 10  |
| 2    | Zwitserland | 5   | 2 | 2 | 1 | 10 - 12 | 6   |
| 3    | Canada      | 5   | 3 | 0 | 2 | 15 - 09 | 6   |
| 4    | Tsjechië    | 5   | 2 | 0 | 3 | 14 - 12 | 4   |
| 5    | Duitsland   | 5   | 0 | 2 | 3 | 07 - 16 | 2   |
| 6    | Italië      | 5   | 0 | 2 | 3 | 09 - 23 | 2   |

| 15 februari | 13:00 | Italië                                                                                      | - | Canada | 2 - 7 (0-1, 2-5, 0-1) |
| ----------- | ----- | ------------------------------------------------------------------------------------------- | - | --- | --------------------- |
|             |       | Jason Cirone 21' John Parco 39'                                                             |   | Jarome Iginla 6' 27' Dany Heatley 22' Shane Doan 26' Martin St-Louis 34' Brad Richards 35' Joe Thornton 44' |                       |
|             |       |                                                                                             |   | |                       |
|             | 15:30 | Zwitserland                                                                                 | - | Finland | 0 - 5 (0-1, 0-4, 0-0) |
|             |       |                                                                                             |   | Olli Jokinen 14' 29' Teppo Numminen 24' Teemu Selanne 34' 40'                                               |                       |
|             |       |                                                                                             |   | |                       |
|             | 17:00 | Duitsland                                                                                   | - | Tsjechië | 1 - 4 (1-0, 0-2, 0-2) |
|             |       | Tino Boos 20'                                                                               |   | Tomas Kaberle 22' 24' Jaromir Jagr 58' David Vyborny 60'                                                    |                       |
|             |       |                                                                                             |   | |                       |
| 16 februari | 12:00 | Finland                                                                                     | - | Italië | 6 - 0 (0-0, 4-0, 2-0) |
|             |       | Jere Lehtinen 22' Saku Koivu 24' Jussi Jokinen 31' Ville Peltonen 39' Teemu Selanne 53' 56' |   | |                       |
|             |       |                                                                                             |   | |                       |
|             | 13:00 | Tsjechië                                                                                    | - | Zwitserland                                                                                                 | 2 - 3 (0-1, 1-1, 1-1) |
|             |       | Jaromir Jagr 23' Marek Zidlicky 42'                                                         |   | Thomas Ziegler 6' Thierry Paterlini 30' Mark Streit 47'                                                     |                       |
|             |       |                                                                                             |   | |                       |
|             | 20:00 | Canada                                                                                      | - | Duitsland                                                                                                   | 5 - 1 (3-0, 1-1, 1-0) |
|             |       | Wade Redden 5' Joe Sakic 8' Simon Gagne 11' Dany Heatley 36' Shane Doan 60'                 |   | Christian Ehrhoff 30'                                                                                       |                       |
|             |       |                                                                                             |   | |                       |
| 18 februari | 13:00 | Italië                                                                                      | - | Duitsland                                                                                                   | 3 - 3 (1-0, 0-1, 2-2) |
|             |       | John Parco 3' Tony Iob 45' Christian Borgatello 59'                                         |   | Tomas Martinec 27' Sven Felski 48' Marcel Goc 59'                                                           |                       |
|             |       |                                                                                             |   | |                       |
|             | 15:30 | Canada                                                                                      | - | Zwitserland                                                                                                 | 0 - 2 (0-1, 0-1, 0-0) |
|             |       |                                                                                             |   | Paul Di Pietro 19' 29'                                                                                      |                       |
|             |       |                                                                                             |   | |                       |
|             | 21:00 | Tsjechië                                                                                    | - | Finland | 2 - 4 (1-1, 1-1, 0-2) |
|             |       | Marek Zidlicky 9' 39'                                                                       |   | Olli Jokinen 15' Jere Lehtinen 36' 49' Teemu Selanne 41'                                                    |                       |
|             |       |                                                                                             |   | |                       |
| 19 februari | 12:00 | Duitsland                                                                                   | - | Zwitserland                                                                                                 | 2 - 2 (0-0, 1-2, 1-0) |
|             |       | Sven Felski 23' Tino Boos 53'                                                               |   | Flavien Conne 29' Paul Di Pietro 39'                                                                        |                       |
|             |       |                                                                                             |   | |                       |
|             | 20:00 | Tsjechië                                                                                    | - | Italië | 4 - 1 (2-0, 1-0, 1-1) |
|             |       | Milan Hejduk 13' Vaclav Prospal 15' 29' 59'                                                 |   | John Parco 58'                                                                                              |                       |
|             |       |                                                                                             |   | |                       |
|             | 21:00 | Finland                                                                                     | - | Canada | 2 - 0 (2-0, 0-0, 0-0) |
|             |       | Teemu Selanne 12' Niko Kapanen 16'                                                          |   | |                       |
|             |       |                                                                                             |   | |                       |
| 21 februari | 12:30 | Zwitserland                                                                                 | - | Italië | 3 - 3 (2-1, 0-1, 1-1) |
|             |       | Romano Lemm 4' Patrick Fischer 7' Ivo Ruthemann 57'                                         |   | Joe Busillo 16' Carter Trevisani 21' Tony Iob 47'                                                           |                       |
|             |       |                                                                                             |   | |                       |
|             | 15:30 | Finland                                                                                     | - | Duitsland                                                                                                   | 2 - 0 (1-0, 1-0, 0-0) |
|             |       | Niko Kapanen 3' Saku Koivu 40'                                                              |   | |                       |
|             |       |                                                                                             |   | |                       |
|             | 16:30 | Canada                                                                                      | - | Tsjechië | 3 - 2 (3-0, 0-1, 0-1) |
|             |       | Brad Richards 8' Martin St-Louis 12' Chris Pronger 20'                                      |   | Pavel Kubina 34' Petr Cajanek 43'                                                                           |                       |
|             |       |                                                                                             |   | |                       |

#### Groep B
| rang | land             | wed | w | g | v | saldo   | pnt |
| ---- | ---------------- | --- | - | - | - | ------- | --- |
| 1    | Slowakije        | 5   | 5 | 0 | 0 | 18 - 08 | 10  |
| 2    | Rusland          | 5   | 4 | 0 | 1 | 23 - 10 | 8   |
| 3    | Zweden           | 5   | 3 | 0 | 2 | 15 - 12 | 6   |
| 4    | Verenigde Staten | 5   | 1 | 1 | 3 | 12 - 13 | 3   |
| 5    | Kazachstan       | 5   | 0 | 0 | 5 | 09 - 16 | 2   |
| 6    | Letland          | 5   | 0 | 1 | 4 | 11 - 29 | 1   |

| 15 februari | 11:30 | Kazachstan | - | Zweden | 2 - 7 (0-3, 1-4, 1-0) |
| ----------- | ----- | --- | - | --- | --------------------- |
|             |       | Yevgeniy Koreshkov 21' Dmitriy Upper 49'                                                                                       |   | Daniel Tjarnqvist 8' 37' Daniel Alfredsson 11' Henrik Sedin 17' Per Johan Axelsson 29' Mats Sundin 32' Daniel Sedin 36' |                       |
|             |       | |   | |                       |
|             | 20:00 | Rusland | - | Slowakije | 3 - 5 (2-1, 1-2, 0-2) |
|             |       | Pavel Datsjoek 11' Aleksej Kovaljov 13' Alexander Ovechkin 31'                                                                 |   | Pavol Demitra 10' Lubomir Visnovsky 26' Peter Bondra 34' Marian Gaborik 57' 60'                                         |                       |
|             |       | |   | |                       |
|             | 21:00 | Letland | - | Verenigde Staten | 3 - 3 (1-2, 2-0, 0-1) |
|             |       | Aleksandrs Nizivijs 14' Atvars Tribuncovs 36' Herberts Vasiljevs 36'                                                           |   | Brian Gionta 10' Craig Conroy 11' Jordan Leopold 43'                                                                    |                       |
|             |       | |   | |                       |
| 16 februari | 16:00 | Zweden | - | Rusland | 0 - 5 (0-0, 0-3, 0-2) |
|             |       | |   | Aleksej Kovaljov 28' Alexander Ovechkin 29' Maxim Sushinsky 39' Viktor Kozlov 51' Maksim Afinogenov 55'                 |                       |
|             |       | |   | |                       |
|             | 17:00 | Slowakije | - | Letland | 6 - 3 (4-1, 1-2, 1-0) |
|             |       | Richard Zednik 6' Ronald Petrovicky 6' Pavol Demitra 8' Marian Hossa 14' 50' Zdeno Chara 34'                                   |   | Sandis Ozolins 7' Martins Cipulis 21' Aleksandrs Nizivijs 27'                                                           |                       |
|             |       | |   | |                       |
|             | 21:00 | Verenigde Staten | - | Kazachstan | 4 - 1 (3-0, 0-0, 1-1) |
|             |       | Bill Guerin 2' Brian Rolston 9' Brian Gionta 17' Mike Modano 52'                                                               |   | Yevgeniy Koreshkov 52'                                                                                                  |                       |
|             |       | |   | |                       |
| 18 februari | 11:30 | Kazachstan | - | Rusland | 0 - 1 (0-0, 0-1, 0-0) |
|             |       | |   | Alexander Kharitonov 32'                                                                                                |                       |
|             |       | |   | |                       |
|             | 17:00 | Zweden | - | Letland | 6 - 1 (1-0, 4-0, 1-1) |
|             |       | Samuel Pahlsson 15' Nicklas Lidstrom 23' Daniel Alfredsson 25' 45' Per Johan Axelsson 26' Henrik Zetterberg 28'                |   | Maris Ziedins 50' |                       |
|             |       | |   | |                       |
|             | 20:00 | Slowakije | - | Verenigde Staten | 2 - 1 (0-0, 1-1, 1-0) |
|             |       | Marian Hossa 35' Peter Bondra 42'                                                                                              |   | Brian Rolston 39' |                       |
|             |       | |   | |                       |
| 19 februari | 13:00 | Rusland | - | Letland | 9 - 2 (3-1, 3-0, 3-1) |
|             |       | Ilya Kovalchuk 8' 12' 24' 36' Maxim Sushinsky 10' Viktor Kozlov 26' Alexei Yashin 42' Evgeni Malkin 48' Alexander Ovechkin 57' |   | Aigars Cipruss 10' Mikelis Redlihs 59'                                                                                  |                       |
|             |       | |   | |                       |
|             | 16:00 | Slowakije | - | Kazachstan | 2 - 1 (0-1, 1-1, 2-1) |
|             |       | Peter Bondra 40' Marian Hossa 49'                                                                                              |   | Yevgeniy Koreshkov 17'                                                                                                  |                       |
|             |       | |   | |                       |
|             | 17:00 | Verenigde Staten | - | Zweden | 1 - 2 (1-1, 0-0, 0-1) |
|             |       | Mike Modano 18' |   | Daniel Alfredsson 8' Mikael Samuelsson 45'                                                                              |                       |
|             |       | |   | |                       |
| 21 februari | 11:30 | Letland | - | Kazachstan | 2 - 5 (1-1, 0-1, 1-3) |
|             |       | Leonids Tambijevs 16' Aigars Cipruss 46'                                                                                       |   | Alexandr Koreshkov 8' Nikolay Antropov 36' Sergey Alexandrov 53' Yevgeniy Koreshkov 55' 59'                             |                       |
|             |       | |   | |                       |
|             | 20:00 | Zweden | - | Slowakije | 0 - 3 (0-1, 0-0, 0-2) |
|             |       | |   | Peter Bondra 16' Marian Hossa 47' Radoslav Suchy 59'                                                                    |                       |
|             |       | |   | |                       |
|             | 20:30 | Verenigde Staten | - | Rusland | 4 - 5 (1-2, 1-1, 2-2) |
|             |       | Brian Rolston 19' Brian Gionta 40' Scott Gomez 46' Erik Cole 51'                                                               |   | Alexander Korolyuk 10' Evgeni Malkin 11' Andrei Markov 36' Alexander Ovechkin 50' Aleksej Kovaljov 52'                  |                       |
|             |       | |   | |                       |

### Kwartfinale
| 22 februari | 16:30 | Finland                                                | - | Verenigde Staten                                                                                | 4 - 3 (2-1, 2-1, 0-1) |
| ----------- | ----- | ------------------------------------------------------ | - | ----------------------------------------------------------------------------------------------- | --------------------- |
|             |       | Ville Peltonen 10' Sami Salo 13' Olli Jokinen 26' 38'  |   | Mike Knuble 14' Mathieu Schneider 22' Brian Gionta 56'                                          |                       |
|             |       |                                                        |   |                                                                                                 |                       |
|             | 17:30 | Zwitserland                                            | - | Zweden                                                                                          | 2 - 6 (1-2, 0-3, 1-1) |
|             |       | Mark Streit 9' Romano Lemm 41'                         |   | Henrik Sedin 4' Fredrik Modin 14' Henrik Zetterberg 23' Mats Sundin 30' 33' Samuel Pahlsson 49' |                       |
|             |       |                                                        |   |                                                                                                 |                       |
|             | 20:30 | Canada                                                 | - | Rusland                                                                                         | 0 - 2 (0-0, 0-0, 0-2) |
|             |       |                                                        |   | Aleksandr Ovetsjkin 42' Aleksej Kovaljov 60'                                                    |                       |
|             |       |                                                        |   |                                                                                                 |                       |
|             | 21:30 | Tsjechië                                               | - | Slowakije                                                                                       | 3 - 1 (1-0, 1-0, 1-1) |
|             |       | Martin Rucinsky 13' Milan Hejduk 29' Martin Straka 60' |   | Marian Gaborik 44'                                                                              |                       |
|             |       |                                                        |   |                                                                                                 |                       |

### Halve finale
| 24 februari | 16:30 | Finland | - | Rusland                                          | 4 - 0 (1-0, 2-0, 1-0) |
| ----------- | ----- | --- | - | ------------------------------------------------ | --------------------- |
|             |       | Ville Peltonen 7' Toni Lydman 30' Saku Koivu 34' Olli Jokinen 50'                                                                            |   |                                                  |                       |
|             |       | |   |                                                  |                       |
|             | 21:00 | Zweden | - | Tsjechië                                         | 7 - 3 (2-1, 4-2, 1-0) |
|             |       | Fredrik Modin 1' Per Johan Axelsson 14' Henrik Sedin 22' Christian Backman 24' Jorgen Jonsson 28' Daniel Alfredsson 40' Thomas Holmstrom 57' |   | Filip Kuba 4' Ales Hemsky 31' Vaclav Prospal 32' |                       |
|             |       | |   |                                                  |                       |

### Bronzen medaille
| 25 februari | 20:30 | Rusland | - | Tsjechië                                            | 0 - 3 (0-1, 0-1, 0-1) |
| ----------- | ----- | ------- | - | --------------------------------------------------- | --------------------- |
|             |       |         |   | Martin Erat 5' Marek Zidlicky 27' Martin Straka 60' |                       |
|             |       |         |   |                                                     |                       |

### Finale
| 26 februari | 14:00 | Finland                              | - | Zweden                                                         | 2 - 3 (1-0, 1-2, 0-1) |
| ----------- | ----- | ------------------------------------ | - | -------------------------------------------------------------- | --------------------- |
|             |       | Kimmo Timonen 15' Ville Peltonen 36' |   | Henrik Zetterberg 25' Niklas Kronwall 34' Nicklas Lidstrom 41' |                       |
|             |       |                                      |   |                                                                |                       |

### Topschutters / Assists

#### Topschutters
| sporter(s)           | land | goals |
| -------------------- | ---- | ----- |
| Olli Jokinen         | FIN  | 6     |
| Teemu Selanne        | FIN  | 6     |
| Daniel Alfredsson    | SWE  | 5     |
| Marian Hossa         | SVK  | 5     |
| Yevgeniy Koreshkov   | KAZ  | 5     |
| Aleksandr Ovetsjkin  | RUS  | 5     |
| Peter Bondra         | SVK  | 4     |
| Brian Gionta         | USA  | 4     |
| Ilja Kovalsjoek      | RUS  | 4     |
| Aleksej Kovaljov     | RUS  | 4     |
| Ville Peltonen       | FIN  | 4     |
| Vaclav Prospal       | CZE  | 4     |
| Marek Zidlicky       | CZE  | 4     |
| Per Johan Axelsson   | SWE  | 3     |
| Paul Di Pietro       | SUI  | 3     |
| Marian Gaborik       | SVK  | 3     |
| Saku Koivu           | FIN  | 3     |
| Jere Lehtinen        | FIN  | 3     |
| John Parco           | ITA  | 3     |
| Brian Rolston        | USA  | 3     |
| Henrik Sedin         | SWE  | 3     |
| Mats Sundin          | SWE  | 3     |
| Henrik Zetterberg    | SWE  | 3     |
| Tino Boos            | GER  | 2     |
| Aigars Cipruss       | LAT  | 2     |
| Pavol Demitra        | SVK  | 2     |
| Shane Doan           | CAN  | 2     |
| Sven Felski          | GER  | 2     |
| Tony Iob             | ITA  | 2     |
| Dany Heatley         | CAN  | 2     |
| Milan Hejduk         | CZE  | 2     |
| Jarome Iginla        | CAN  | 2     |
| Jaromir Jagr         | CZE  | 2     |
| Tomas Kaberle        | CZE  | 2     |
| Niko Kapanen         | FIN  | 2     |
| Viktor Kozlov        | RUS  | 2     |
| Romano Lemm          | SUI  | 2     |
| Nicklas Lidstrom     | SWE  | 2     |
| Jevgeni Malkin       | RUS  | 2     |
| Mike Modano          | USA  | 2     |
| Fredrik Modin        | SWE  | 2     |
| Aleksandrs Nizivijs  | LAT  | 2     |
| Samuel Pahlsson      | SWE  | 2     |
| Brad Richards        | CAN  | 2     |
| Martin St-Louis      | CAN  | 2     |
| Martin Straka        | CZE  | 2     |
| Mark Streit          | SUI  | 2     |
| Maxim Sushinsky      | RUS  | 2     |
| Daniel Tarnqvist     | SWE  | 2     |
| Maxim Afinogenov     | RUS  | 1     |
| Sergey Alexandrov    | KAZ  | 1     |
| Vladimir Antipin     | KAZ  | 1     |
| Nikolay Antropov     | KAZ  | 1     |
| Christian Backman    | SWE  | 1     |
| Christian Borgatello | ITA  | 1     |
| Joe Busillo          | ITA  | 1     |
| Petr Cajanek         | CAN  | 1     |
| Zdeno Chara          | SVK  | 1     |
| Martins Cipulis      | LAT  | 1     |
| Jason Cirone         | ITA  | 1     |
| Erik Cole            | USA  | 1     |
| Flavien Conne        | SUI  | 1     |
| Craig Conroy         | USA  | 1     |
| Pavel Datsjoek       | RUS  | 1     |
| Christian Ehrhoff    | GER  | 1     |
| Martin Erat          | CZE  | 1     |
| Patrick Fischer      | SUI  | 1     |
| Simon Gagne          | CAN  | 1     |
| Marcel Goc           | GER  | 1     |
| Scott Gomez          | USA  | 1     |
| Bill Guerin          | USA  | 1     |
| Milan Hejduk         | CZE  | 1     |
| Ales Hemsky          | CZE  | 1     |
| Thomas Holmstrom     | SWE  | 1     |
| Jussi Jokinen        | FIN  | 1     |
| Jorgen Jonsson       | SWE  | 1     |
| Aleksandr Kharitonov | RUS  | 1     |
| Mike Knuble          | USA  | 1     |
| Alexandr Koreshkov   | KAZ  | 1     |
| Aleksandr Koroljoek  | RUS  | 1     |
| Niklas Kronwall      | SWE  | 1     |
| Filip Kuba           | CZE  | 1     |
| Pavel Kubina         | CZE  | 1     |
| Jordan Leopold       | USA  | 1     |
| Toni Lydman          | FIN  | 1     |
| Andrej Markov        | RUS  | 1     |
| Tomas Martinec       | GER  | 1     |
| Teppo Numminen       | FIN  | 1     |
| Sandis Ozolins       | LAT  | 1     |
| Thierry Paterlini    | SUI  | 1     |
| Ronald Petrovicky    | SVK  | 1     |
| Chris Pronger        | CAN  | 1     |
| Wade Redden          | CAN  | 1     |
| Mikelis Redlihs      | LAT  | 1     |
| Martin Rucinsky      | CZE  | 1     |
| Ivo Ruthemann        | SUI  | 1     |
| Joe Sakic            | CAN  | 1     |
| Sami Salo            | FIN  | 1     |
| Mikael Samuelsson    | SWE  | 1     |
| Mathieu Schneider    | USA  | 1     |
| Daniel Sedin         | SWE  | 1     |
| Radoslav Suchy       | SVK  | 1     |
| Leonids Tambijevs    | LAT  | 1     |
| Joe Thornton         | CAN  | 1     |
| Kimmo Timonen        | FIN  | 1     |
| Carter Trevisani     | ITA  | 1     |
| Atvars Tribuncovs    | LAT  | 1     |
| Herberts Vasiljevs   | LAT  | 1     |
| Lubomir Visnovsky    | SVK  | 1     |
| David Vyborny        | CZE  | 1     |
| Aleksej Jasjin       | RUS  | 1     |
| Richard Zednik       | SVK  | 1     |
| Maris Ziedins        | LAT  | 1     |
| Thomas Ziegler       | SUI  | 1     |

#### Assists
| sporter(s)                       | land | assists |
| -------------------------------- | ---- | ------- |
| Saku Koivu                       | FIN  | 8       |
| Pavel Datsjoek                   | RUS  | 7       |
| Peter Forsberg                   | SWE  | 6       |
| Martin Straka                    | CZE  | 6       |
| Daniel Alfredsson                | SWE  | 5       |
| Pavol Demitra                    | SVK  | 5       |
| Marian Hossa                     | SVK  | 5       |
| Jaromir Jagr                     | CZE  | 5       |
| Jere Lehtinen                    | FIN  | 5       |
| Ville Peltonen                   | FIN  | 5       |
| Teemu Selanne                    | FIN  | 5       |
| Mats Sundin                      | SWE  | 5       |
| Craig Conroy                     | USA  | 4       |
| Giorgio De Bettin                | ITA  | 4       |
| Marian Gaborik                   | SVK  | 4       |
| Scott Gomez                      | USA  | 4       |
| Kenny Jonsson                    | SWE  | 4       |
| Robert Lang                      | CZE  | 4       |
| Nicklas Lidstrom                 | SWE  | 4       |
| Jevgeni Malkin                   | RUS  | 4       |
| Kimmo Timonen                    | FIN  | 4       |
| Per Johan Axelsson               | SWE  | 3       |
| Todd Bertuzzi                    | CAN  | 3       |
| Patric Della Rossa               | SUI  | 3       |
| Chris Drury                      | USA  | 3       |
| Tomas Holmstrom                  | SWE  | 3       |
| Jussi Jokinen                    | FIN  | 3       |
| Viktor Kozlov                    | RUS  | 3       |
| Vincent Lecavalier               | CAN  | 3       |
| Aleksandrs Nizivijs              | LAT  | 3       |
| Mattias Ohlund                   | SWE  | 3       |
| Sandis Ozolins                   | LAT  | 3       |
| Grigorijs Pantelejevs            | LAT  | 3       |
| Martin Pluss                     | SUI  | 3       |
| Martin Rucinsky                  | CZE  | 3       |
| Sami Salo                        | FIN  | 3       |
| Mikael Samuelsson                | SWE  | 3       |
| Daniel Sedin                     | SWE  | 3       |
| Maxim Sushinsky                  | RUS  | 3       |
| David Vyborny                    | CZE  | 3       |
| Doug Weight                      | USA  | 3       |
| Aleksej Jasjin                   | RUS  | 3       |
| Henrik Zetterberg                | SWE  | 3       |
| Christian Backman                | SWE  | 2       |
| Goran Bezina                     | SUI  | 2       |
| Erik Cole                        | USA  | 2       |
| Simon Gagne                      | CAN  | 2       |
| Sergej Gonchar (ijshockeyspeler) | RUS  | 2       |
| Ales Hemsky                      | CZE  | 2       |
| Tony Iob                         | ITA  | 2       |
| Olli Jokinen                     | FIN  | 2       |
| Tomas Kaberle                    | CZE  | 2       |
| Richard Kapus                    | SVK  | 2       |
| Darius Kasparaitis               | RUS  | 2       |
| Alexandr Koreshkov               | KAZ  | 2       |
| Yevgeniy Koreshkov               | KAZ  | 2       |
| Aleksej Kovaljov                 | RUS  | 2       |
| Daniel Kreutzer                  | GER  | 2       |
| Eduard Lewandowski               | GER  | 2       |
| John-Michael Liles               | USA  | 2       |
| Andrej Markov                    | RUS  | 2       |
| Daniil Markov                    | RUS  | 2       |
| Andrej Meszaros                  | SVK  | 2       |
| Petteri Nummelin                 | FIN  | 2       |
| Teppo Numminen                   | FIN  | 2       |
| Samuel Pahlsson                  | SWE  | 2       |
| Chris Pronger                    | CAN  | 2       |
| Vaclav Prospal                   | CZE  | 2       |
| Brian Rafalski                   | USA  | 2       |
| Brad Richards                    | CAN  | 2       |
| Ivo Ruthemann                    | SUI  | 2       |
| Joe Sakic                        | CAN  | 2       |
| Miroslav Satan                   | SVK  | 2       |
| Mathieu Schneider                | USA  | 2       |
| Joe Thornton                     | CAN  | 2       |
| Tomas Vokoun                     | CZE  | 2       |
| Sergei Zhukov                    | RUS  | 2       |
| Amands Berzins                   | LAT  | 1       |
| Rob Blake                        | CAN  | 1       |
| Severin Blindenbacher            | SUI  | 1       |
| Tino Boos                        | GER  | 1       |
| Joe Busillo                      | ITA  | 1       |
| Zdeno Chara                      | SVK  | 1       |
| Chris Chelios                    | USA  | 1       |
| Mario Chitarroni                 | ITA  | 1       |
| Aigars Cipruss                   | LAT  | 1       |
| Martins Cipulis                  | LAT  | 1       |
| Jason Cirone                     | ITA  | 1       |
| Shane Doan                       | CAN  | 1       |
| Christian Ehrhoff                | GER  | 1       |
| Martin Erat                      | CZE  | 1       |
| Patrick Fisher                   | SUI  | 1       |
| Adam Foote                       | CAN  | 1       |
| Aleksandr Frolov                 | RUS  | 1       |
| Niklas Hagman                    | FIN  | 1       |
| Dany Heatley                     | CAN  | 1       |
| Bret Hedican                     | USA  | 1       |
| Milan Hejduk                     | CZE  | 1       |
| Jarome Iginla                    | CAN  | 1       |
| Jorgen Jonsson                   | SWE  | 1       |
| Milan Jurcina                    | SVK  | 1       |
| Frantisek Kaberle                | CZE  | 1       |
| Niko Kapanen                     | FIN  | 1       |
| Aleksandr Kharitonov             | RUS  | 1       |
| Mike Knuble                      | USA  | 1       |
| Aleksandr Koroljoek              | RUS  | 1       |
| Ilja Kovaltsjoek                 | RUS  | 1       |
| Niklas Kronvall                  | SWE  | 1       |
| Pavel Kubina                     | CZE  | 1       |
| Rodrigo Lavins                   | LAT  | 1       |
| Fredrik Modin                    | SWE  | 1       |
| Bob Nardella                     | ITA  | 1       |
| Rick Nash                        | CAN  | 1       |
| Ville Nieminen                   | FIN  | 1       |
| John Parco                       | ITA  | 1       |
| Fedor Polichshuk                 | KAZ  | 1       |
| Robyn Regehr                     | CAN  | 1       |
| Brian Rolston                    | USA  | 1       |
| Andrey Savenkov                  | KAZ  | 1       |
| Giulio Scandella                 | ITA  | 1       |
| Christoph Schubert               | GER  | 1       |
| Henrik Sedin                     | SWE  | 1       |
| Mathias Seger                    | SUI  | 1       |
| Karlis Skrastins                 | LAT  | 1       |
| Ryan Smyth                       | CAN  | 1       |
| Jaroslav Spacek                  | CZE  | 1       |
| Martin St-Louis                  | CAN  | 1       |
| Mark Streit                      | SUI  | 1       |
| Radoslav Suchy                   | SVK  | 1       |
| Alexander Sulzer                 | GER  | 1       |
| Tomas Surovy                     | SVK  | 1       |
| Daniel Tjarnqvist                | SWE  | 1       |
| Andrey Trochshinskiy             | KAZ  | 1       |
| Atvars Tribuncovs                | LAT  | 1       |
| Tony Tuzzolino                   | ITA  | 1       |
| Fedor Tyutin                     | RUS  | 1       |
| Dmitriy Upper                    | KAZ  | 1       |
| Stefan Ustorf                    | GER  | 1       |
| Alexey Vassilchenko              | KAZ  | 1       |
| Vitali Vishnevski                | RUS  | 1       |
| Lubomir Visnovsky                | SVK  | 1       |
| Marek Zidlicky                   | CZE  | 1       |

## Vrouwen
| Titelverdedigsters                                 |
| Canada                                             |
| Small, Kellar, Sostorics, Brisson, Piper,          |
| Pounder, Dupuis, Ouellette, Goyette, Hefford,      |
| Botterill, Wickenheiser, Antal, Bechard, Shewchuk, |
| St-Pierre, Chartrand, Campbell, Heaney, Sunohara   |
| -------------------------------------------------- |

In de groepsfase deden zich geen verrassingen voor. Canada en de Verenigde Staten lieten overduidelijk zien dat het de twee sterkste landen zijn. Canada vernederde het thuisland Italië met maar liefst 16-0. Wellicht nog imponerender was de 12-0-overwinning op Rusland. Zweden kon zich door middel van een overwinning op Rusland plaatsen voor de halve finale.
De Amerikaanse vrouwen hadden iets meer moeite met hun opponenten in vergelijking met de Canadese vrouwen. Toch werden alle wedstrijden ruim gewonnen en gingen ze zoals verwacht als eerste in de groep door naar de halve finale. Zij werden daarin bijgestaan door de Finse dames die afrekenden met Duitsland.

### Groepsfase

#### Groep A
| rang | land    | wed | w | g | v | saldo   | pnt |
| ---- | ------- | --- | - | - | - | ------- | --- |
| 1    | Canada  | 3   | 3 | 0 | 0 | 36 - 01 | 6   |
| 2    | Zweden  | 3   | 2 | 0 | 1 | 15 - 09 | 4   |
| 3    | Rusland | 3   | 1 | 0 | 2 | 06 - 16 | 2   |
| 4    | Italië  | 3   | 0 | 0 | 3 | 01 - 32 | 0   |

| 11 februari | 15:30 | Zweden | - | Rusland | 3 - 1 (0-0, 2-1, 1-0)  |
| ----------- | ----- | --- | - | --- | ---------------------- |
|             |       | Nanna Jansson 24' Katarina Timglas 26' Maria Rooth 41' |   | Svetlana Trefilova 40' |                        |
|             |       | |   | |                        |
|             | 20:30 | Canada | - | Italië | 16 - 0 (5-0, 4-0, 7-0) |
|             |       | Caroline Ouellette 2' 2' 7' H.Wickenheiser 5' 39' 40' Cheryl Pounder 12' 50' Sarah Vaillancourt 21' Carla MacLeod 23' Gillian Apps 42' 57' Jennifer Botterill 48' Jayna Hefford 49' Danielle Goyette 53' Katie Weatherston 58' |   | |                        |
|             |       | |   | |                        |
| 12 februari | 16:30 | Rusland | - | Canada | 0 - 12 (0-7, 0-2, 0-3) |
|             |       | |   | Vicky Sunohara 5' Meghan Agosta 7', 20', 34' Cherie Piper 10', 17', 42' Danielle Goyette 16' Hayley Wickenheiser 18' Katie Weatherston 28' Sarah Vaillancourt 48' Carla MacLeod 53' |                        |
|             |       | |   | |                        |
| 13 februari | 15:00 | Zweden | - | Italië | 11 - 0 (3-0, 5-0, 3-0) |
|             |       | Therese Sjolander 8' 16' 50' Gunilla Andersson 19' 35' Nanna Jansson 21' Erika Holst 25' Ann Louise Edstrand 32' 59' Maria Rooth 33' 51'                                                                                       |   | |                        |
|             |       | |   | |                        |
| 14 februari | 13:00 | Italië | - | Rusland | 1 - 5 (1-1, 0-1, 0-3)  |
|             |       | Sabina Florian 9' |   | Yulia Gladysheva 12' Svetlana Trefilova 26' 54' Iya Gavrilova 45' 47' |                        |
|             |       | |   | |                        |
|             | 15:30 | Canada | - | Zweden | 8 - 1 (2-0, 5-1, 1-0)  |
|             |       | Gillian Apps 5' 24' 31' Hayley Wickenheiser 13' Danielle Goyette 35' 47' Katie Weatherston 38' Jayna Hefford 39' |   | Ylva Lindberg 37' |                        |
|             |       | |   | |                        |

#### Groep B
| rang | land             | wed | w | g | v | saldo   | pnt |
| ---- | ---------------- | --- | - | - | - | ------- | --- |
| 1    | Verenigde Staten | 3   | 3 | 0 | 0 | 18 - 03 | 6   |
| 2    | Finland          | 3   | 2 | 0 | 1 | 10 - 07 | 4   |
| 3    | Duitsland        | 3   | 1 | 0 | 2 | 02 - 09 | 2   |
| 4    | Zwitserland      | 3   | 0 | 0 | 3 | 01 - 12 | 0   |

| 11 februari | 13:00 | Finland                                                                                            | - | Duitsland                                                                | 3 - 0 (2-0, 0-0, 1-0) |
| ----------- | ----- | -------------------------------------------------------------------------------------------------- | - | ------------------------------------------------------------------------ | --------------------- |
|             |       | Mari Pehkonen 9' Heidi Pelttari 18' Marja-Helena Palvila 44'                                       |   |                                                                          |                       |
|             |       | |   |                                                                          |                       |
|             | 18:00 | Verenigde Staten                                                                                   | - | Zwitserland                                                              | 6 - 0 (1-0, 1-0, 4-0) |
|             |       | Katie King 3' Tricia Dunn-Luoma 33' Krissy Wendell 48' 53' Natalie Darwitz 51' Jenny Potter 59'    |   |                                                                          |                       |
|             |       | |   |                                                                          |                       |
| 12 februari | 19:00 | Duitsland                                                                                          | - | Verenigde Staten                                                         | 0 - 5 (0-2, 0-2, 0-1) |
|             |       | |   | Jenny Potter 5' Katie King 18' Sarah Parsons 22' 51' Natalie Darwitz 30' |                       |
|             |       | |   |                                                                          |                       |
| 13 februari | 11:30 | Finland                                                                                            | - | Zwitserland                                                              | 4 - 0 (1-0, 0-0, 3-0) |
|             |       | Saara Tuominen 15' Karoliina Rantamaki 46' Mari Saarinen 52' Mari Pehkonen 53'                     |   |                                                                          |                       |
|             |       | |   |                                                                          |                       |
| 14 februari | 18:00 | Zwitserland                                                                                        | - | Duitsland                                                                | 1 - 2 (0-0, 1-2, 0-0) |
|             |       | Tina Schumacher 29'                                                                                |   | Michaela Lanzl 24' Christina Oswald 30'                                  |                       |
|             |       | |   |                                                                          |                       |
|             | 20:30 | Verenigde Staten                                                                                   | - | Finland                                                                  | 7 - 3 (1-2, 1-1, 5-0) |
|             |       | Sarah Parsons 9' 39' Katie King 42' Angela Ruggiero 51' 56' Natalie Darwitz 52' Krissy Wendell 53' |   | Mari Pehkonen 1' Emma Laaksonen 12' Kati Kovalainen 33'                  |                       |

### 5e t/m 8e plaats
| 17 februari | 13:00 | Rusland                                                                                | - | Zwitserland                                                           | 6 - 2 (1-1, 4-1, 1-0) |
| ----------- | ----- | -------------------------------------------------------------------------------------- | - | --------------------------------------------------------------------- | --------------------- |
|             |       | Svetlana Trefilova 3' Tatiana Burina 26' Larisa Mishina 27' 31' 40' Maria Barykina 53' |   | Rachel Rochat 11' Kathrin Lehmann 32'                                 |                       |
|             |       |                                                                                        |   |                                                                       |                       |
|             | 18:30 | Italië                                                                                 | - | Duitsland                                                             | 2 - 5 (2-3, 0-0, 0-2) |
|             |       | Maria Michaela Leitner 7' 7'                                                           |   | Maritta Becker 1' 43' Sara Seiler 6' Nikola Holmes 8' Nina Ritter 56' |                       |
|             |       |                                                                                        |   |                                                                       |                       |

### 7e / 8e plaats
| 20 februari | 13:00 | Zwitserland | - | Italië | 11 - 0 (4-0, 6-0, 1-0) |
| ----------- | ----- | --- | - | ------ | ---------------------- |
|             |       | Daniela Diaz 5' 10' Julia Marty 17' 27' Kathrin Lehmann 17' 33' Laura Ruhnke 23' 34' Christine Meier 32' Stefanie Marty 36' 57' |   |        |                        |
|             |       | |   |        |                        |

### 5e / 6e plaats
| 20 februari | 17:00 | Rusland | - | Duitsland                            | 0 - 2 (0-0, 0-0, 0-0, 0-0, 0-2) |
| ----------- | ----- | ------- | - | ------------------------------------ | ------------------------------- |
|             |       |         |   | Maritta Becker 70' Nikola Holmes 70' |                                 |
|             |       |         |   |                                      |                                 |

### Halve finale
| 17 februari | 17:00 | Canada | - | Finland                                      | 6 - 0 (2-0, 2-0, 2-0)           |
| ----------- | ----- | --- | - | -------------------------------------------- | ------------------------------- |
|             |       | Katie Weatherston 18' Gillian Apps 20' Hayley Wickenheiser 35' Caroline Ouellette 37' Cherie Piper 48' 55' |   |                                              |                                 |
|             |       | |   |                                              |                                 |
|             | 21:00 | Verenigde Staten                                                                                           | - | Zweden                                       | 2 - 4 (1-0, 1-2, 0-0, 0-0, 0-2) |
|             |       | Kristin King 12' Kelly Stephens 22'                                                                        |   | Maria Rooth 27' 30' 70' Pernilla Winberg 70' |                                 |
|             |       | |   |                                              |                                 |

### Bronzen medaille
| 20 februari | 16:30 | Finland | - | Verenigde Staten                        | 0 - 4 (0-3, 0-1, 0-0) |
| ----------- | ----- | ------- | - | --------------------------------------- | --------------------- |
|             |       |         |   | Kelly Stephens 3' Katie King 9' 12' 22' |                       |
|             |       |         |   |                                         |                       |

### Finale
| 20 februari | 20:30 | Canada                                                                    | - | Zweden                | 4 - 1 (2-0, 2-0, 0-1) |
| ----------- | ----- | ------------------------------------------------------------------------- | - | --------------------- | --------------------- |
|             |       | Gillian Apps 4' Caroline Ouellette 13' Cherie Piper 29' Jayna Hefford 31' |   | Gunilla Andersson 46' |                       |
|             |       |                                                                           |   |                       |                       |

### Topschutters / Assists

#### Topschutters
| sporter(s)             | land | goals |
| ---------------------- | ---- | ----- |
| Gillian Apps           | CAN  | 7     |
| Katie King             | USA  | 6     |
| Cherie Piper           | CAN  | 6     |
| Maria Rooth            | SWE  | 6     |
| Hayley Wickenheiser    | CAN  | 6     |
| Caroline Ouellette     | CAN  | 5     |
| Danielle Goyette       | CAN  | 4     |
| Sarah Parsons          | USA  | 4     |
| Svetlana Trefilova     | RUS  | 4     |
| Katie Weatherston      | CAN  | 4     |
| Meghan Agosta          | CAN  | 3     |
| Gunilla Andersson      | SWE  | 3     |
| Maritta Becker         | GER  | 3     |
| Natalie Darwitz        | USA  | 3     |
| Jayna Hefford          | CAN  | 3     |
| Kathrin Lehmann        | SUI  | 3     |
| Larisa Mishina         | RUS  | 3     |
| Mari Pehkonen          | FIN  | 3     |
| Therese Sjolander      | SWE  | 3     |
| Krissy Wendell         | USA  | 3     |
| Daniela Diaz           | SUI  | 2     |
| Ann Louise Edstrand    | SWE  | 2     |
| Iya Gavrilova          | RUS  | 2     |
| Nikola Holmes          | GER  | 2     |
| Nanna Jansson          | SWE  | 2     |
| Maria Michaela Leitner | ITA  | 2     |
| Carla MacLeod          | CAN  | 2     |
| Julia Marty            | SUI  | 2     |
| Stefanie Marty         | SUI  | 2     |
| Jenny Potter           | USA  | 2     |
| Cheryl Pounder         | CAN  | 2     |
| Angela Ruggiero        | USA  | 2     |
| Laura Ruhnke           | SUI  | 2     |
| Kelly Stephens         | USA  | 2     |
| Sarah Vaillancourt     | CAN  | 2     |
| Jennifer Botterill     | CAN  | 1     |
| Tatiana Burina         | RUS  | 1     |
| Tricia Dunn-Luoma      | USA  | 1     |
| Sabina Florian         | ITA  | 1     |
| Yulia Gladysheva       | RUS  | 1     |
| Erika Holst            | SWE  | 1     |
| Alexandra Kapustina    | RUS  | 1     |
| Kristin King           | USA  | 1     |
| Kati Kovalainen        | FIN  | 1     |
| Emma Laaksonen         | FIN  | 1     |
| Michaela Lanzl         | GER  | 1     |
| Ylva Lindberg          | SWE  | 1     |
| Christine Meier        | SUI  | 1     |
| Christina Oswald       | GER  | 1     |
| Marja-Helena Palvila   | FIN  | 1     |
| Heidi Pelttari         | FIN  | 1     |
| Karoliina Rantamaki    | FIN  | 1     |
| Nina Ritter            | GER  | 1     |
| Rachel Rochat          | SUI  | 1     |
| Mari Saarinen          | FIN  | 1     |
| Tina Schumacher        | SUI  | 1     |
| Sara Seiler            | GER  | 1     |
| Katarina Timglas       | SWE  | 1     |
| Saara Tuominen         | FIN  | 1     |
| Pernilla Winberg       | SWE  | 1     |

#### Assists
| sporter(s)             | land | assists |
| ---------------------- | ---- | ------- |
| Hayley Wickenheiser    | CAN  | 11      |
| Cherie Piper           | CAN  | 9       |
| Gillian Apps           | CAN  | 7       |
| Jenny Potter           | USA  | 7       |
| Jennifer Botterill     | CAN  | 6       |
| Cassie Campbell        | CAN  | 5       |
| Julie Chu              | USA  | 5       |
| Jayna Hefford          | CAN  | 4       |
| Erika Holst            | SWE  | 4       |
| Caroline Ouellette     | CAN  | 4       |
| Maria Rooth            | SWE  | 4       |
| Angela Ruggiero        | USA  | 4       |
| Sarah Vaillancourt     | CAN  | 4       |
| Gunilla Andersson      | SWE  | 3       |
| Natalie Darwitz        | USA  | 3       |
| Gina Kingsbury         | CAN  | 3       |
| Michaela Lanzl         | GER  | 3       |
| Sarah Parsons          | USA  | 3       |
| Pernilla Winberg       | SWE  | 3       |
| Jenni Asserholt        | SWE  | 2       |
| Maritta Becker         | GER  | 2       |
| Danielle Goyette       | CAN  | 2       |
| Katie King             | USA  | 2       |
| Kathrin Lehmann        | SUI  | 2       |
| Ylva Lindberg          | SWE  | 2       |
| Carla MacLeod          | CAN  | 2       |
| Prisca Mosimann        | SUI  | 2       |
| Frida Nevalainen       | SWE  | 2       |
| Emilie O'Konor         | SWE  | 2       |
| Heidi Pelttari         | FIN  | 2       |
| Cheryl Pounder         | CAN  | 2       |
| Karoliina Rantamaki    | FIN  | 2       |
| Helen Resor            | USA  | 2       |
| Nina Ritter            | GER  | 2       |
| Rachel Rochat          | SUI  | 2       |
| Zhanna Shchelchkova    | RUS  | 2       |
| Ekaterina Smolentseva  | RUS  | 2       |
| Kelly Stephens         | USA  | 2       |
| Vicky Sunohara         | CAN  | 2       |
| Saara Tuominen         | FIN  | 2       |
| Lyndsay Wall           | USA  | 2       |
| Meghan Agosta          | CAN  | 1       |
| Maria Barykina         | RUS  | 1       |
| Evelyn Bazzanella      | ITA  | 1       |
| Valentina Bettarini    | ITA  | 1       |
| Nicole Bullo           | SUI  | 1       |
| Elena Byalkovskaya     | RUS  | 1       |
| Sandra Cattaneo        | SUI  | 1       |
| Daniela Diaz           | SUI  | 1       |
| Emma Eliasson          | SWE  | 1       |
| Satu Hoikkala          | FIN  | 1       |
| Nanna Jansson          | SWE  | 1       |
| Waltraud Kaser         | ITA  | 1       |
| Becky Kellar           | CAN  | 1       |
| Kristin King           | USA  | 1       |
| Alena Khomich          | RUS  | 1       |
| Ruth Kunzle            | SUI  | 1       |
| Maria Michaela Leitner | ITA  | 1       |
| Larisa Mishina         | RUS  | 1       |
| Julia Marty            | SUI  | 1       |
| Stefanie Marty         | SUI  | 1       |
| Ekaterina Pashkevich   | RUS  | 1       |
| Laura Ruhnke           | SUI  | 1       |
| Mari Saarinen          | FIN  | 1       |
| Therese Sjolander      | SWE  | 1       |
| Denise Sösilo          | GER  | 1       |
| Colleen Sostorics      | CAN  | 1       |
| Tatiana Sotnikova      | RUS  | 1       |
| Nora Tallus            | FIN  | 1       |
| Jenny Tamas            | GER  | 1       |
| Katie Weatherston      | CAN  | 1       |
| Krissy Wendell         | USA  | 1       |

## Medaillespiegels

### Landen
| rang | land             | goud | zilver | brons | totaal |
| ---- | ---------------- | ---- | ------ | ----- | ------ |
| 1    | Zweden           | 1    | 1      | 0     | 2      |
| 2    | Canada           | 1    | 0      | 0     | 1      |
| 3    | Finland          | 0    | 1      | 0     | 1      |
| 4    | Tsjechië         | 0    | 0      | 1     | 1      |
|      | Verenigde Staten | 0    | 0      | 1     | 1      |

### Atleten
| rang | atleet              | land | goud | zilver | brons | totaal |
| ---- | ------------------- | ---- | ---- | ------ | ----- | ------ |
| 1    | Meghan Agosta       | CAN  | 1    | 0      | 0     | 1      |
|      | Daniel Alfredsson   | SWE  | 1    | 0      | 0     | 1      |
|      | Gillian Apps        | CAN  | 1    | 0      | 0     | 1      |
|      | Per Johan Axelsson  | SWE  | 1    | 0      | 0     | 1      |
|      | Christian Backman   | SWE  | 1    | 0      | 0     | 1      |
|      | Jennifer Botterill  | CAN  | 1    | 0      | 0     | 1      |
|      | Cassie Campbell     | CAN  | 1    | 0      | 0     | 1      |
|      | Gillian Ferrari     | CAN  | 1    | 0      | 0     | 1      |
|      | Peter Forsberg      | SWE  | 1    | 0      | 0     | 1      |
|      | Danielle Goyette    | CAN  | 1    | 0      | 0     | 1      |
|      | Mika Hannula        | SWE  | 1    | 0      | 0     | 1      |
|      | Niclas Havelid      | SWE  | 1    | 0      | 0     | 1      |
|      | Jayna Hefford       | CAN  | 1    | 0      | 0     | 1      |
|      | Thomas Holmstrom    | SWE  | 1    | 0      | 0     | 1      |
|      | Jorgen Jonsson      | SWE  | 1    | 0      | 0     | 1      |
|      | Kenny Jonsson       | SWE  | 1    | 0      | 0     | 1      |
|      | Becky Kellar        | CAN  | 1    | 0      | 0     | 1      |
|      | Gina Kingsbury      | CAN  | 1    | 0      | 0     | 1      |
|      | Niklas Kronwall     | SWE  | 1    | 0      | 0     | 1      |
|      | Charline Labonte    | CAN  | 1    | 0      | 0     | 1      |
|      | Nicklas Lidstrom    | SWE  | 1    | 0      | 0     | 1      |
|      | Stefan Liv          | SWE  | 1    | 0      | 0     | 1      |
|      | Henrik Lundqvist    | SWE  | 1    | 0      | 0     | 1      |
|      | Carla MacLeod       | CAN  | 1    | 0      | 0     | 1      |
|      | Fredrik Modin       | SWE  | 1    | 0      | 0     | 1      |
|      | Caroline Ouellette  | CAN  | 1    | 0      | 0     | 1      |
|      | Samuel Pahlsson     | SWE  | 1    | 0      | 0     | 1      |
|      | Cherie Piper        | CAN  | 1    | 0      | 0     | 1      |
|      | Cheryl Pounder      | CAN  | 1    | 0      | 0     | 1      |
|      | Mikael Samuelsson   | SWE  | 1    | 0      | 0     | 1      |
|      | Daniel Sedin        | SWE  | 1    | 0      | 0     | 1      |
|      | Henrik Sedin        | SWE  | 1    | 0      | 0     | 1      |
|      | Colleen Sostorics   | CAN  | 1    | 0      | 0     | 1      |
|      | Kim St-Pierre       | CAN  | 1    | 0      | 0     | 1      |
|      | Mats Sundin         | SWE  | 1    | 0      | 0     | 1      |
|      | Ronnie Sundin       | SWE  | 1    | 0      | 0     | 1      |
|      | Vicky Sunohara      | CAN  | 1    | 0      | 0     | 1      |
|      | Mikael Tellqvist    | SWE  | 1    | 0      | 0     | 1      |
|      | Daniel Tjarnqvist   | SWE  | 1    | 0      | 0     | 1      |
|      | Sarah Vaillancourt  | CAN  | 1    | 0      | 0     | 1      |
|      | Katie Weatherston   | CAN  | 1    | 0      | 0     | 1      |
|      | Hayley Wickenheiser | CAN  | 1    | 0      | 0     | 1      |
|      | Henrik Zetterberg   | SWE  | 1    | 0      | 0     | 1      |
| 44   | Cecilia Andersson   | SWE  | 0    | 1      | 0     | 1      |
|      | Gunilla Andersson   | SWE  | 0    | 1      | 0     | 1      |
|      | Jenni Asserholt     | SWE  | 0    | 1      | 0     | 1      |
|      | Niklas Backstrom    | FIN  | 0    | 1      | 0     | 1      |
|      | Aki-Petteri Berg    | FIN  | 0    | 1      | 0     | 1      |
|      | Ann Louise Edstrand | SWE  | 0    | 1      | 0     | 1      |
|      | Joa Elfsberg        | SWE  | 0    | 1      | 0     | 1      |
|      | Emma Eliasson       | SWE  | 0    | 1      | 0     | 1      |
|      | Niklas Hagman       | FIN  | 0    | 1      | 0     | 1      |
|      | Jukka Hentunen      | FIN  | 0    | 1      | 0     | 1      |
|      | Erika Holst         | SWE  | 0    | 1      | 0     | 1      |
|      | Nanna Jansson       | SWE  | 0    | 1      | 0     | 1      |
|      | Jussi Jokinen       | FIN  | 0    | 1      | 0     | 1      |
|      | Olli Jokinen        | FIN  | 0    | 1      | 0     | 1      |
|      | Niko Kapanen        | FIN  | 0    | 1      | 0     | 1      |
|      | Mikko Koivu         | FIN  | 0    | 1      | 0     | 1      |
|      | Saku Koivu          | FIN  | 0    | 1      | 0     | 1      |
|      | Lasse Kukkonen      | FIN  | 0    | 1      | 0     | 1      |
|      | Antti Laaksonen     | FIN  | 0    | 1      | 0     | 1      |
|      | Jere Lehtinen       | FIN  | 0    | 1      | 0     | 1      |
|      | Ylva Lindberg       | SWE  | 0    | 1      | 0     | 1      |
|      | Jenny Lindqvist     | SWE  | 0    | 1      | 0     | 1      |
|      | Kristina Lundberg   | SWE  | 0    | 1      | 0     | 1      |
|      | Toni Lydman         | FIN  | 0    | 1      | 0     | 1      |
|      | Kim Martin          | SWE  | 0    | 1      | 0     | 1      |
|      | Frida Nevalainen    | SWE  | 0    | 1      | 0     | 1      |
|      | Antti-Jussi Niemi   | FIN  | 0    | 1      | 0     | 1      |
|      | Ville Nieminen      | FIN  | 0    | 1      | 0     | 1      |
|      | Antero Niittymaki   | FIN  | 0    | 1      | 0     | 1      |
|      | Fredrik Norrena     | FIN  | 0    | 1      | 0     | 1      |
|      | Petteri Nummelin    | FIN  | 0    | 1      | 0     | 1      |
|      | Teppo Numminen      | FIN  | 0    | 1      | 0     | 1      |
|      | Emilie O'Konor      | SWE  | 0    | 1      | 0     | 1      |
|      | Ville Peltonen      | FIN  | 0    | 1      | 0     | 1      |
|      | Maria Rooth         | SWE  | 0    | 1      | 0     | 1      |
|      | Danijela Rundqvist  | SWE  | 0    | 1      | 0     | 1      |
|      | Jarkko Ruutu        | FIN  | 0    | 1      | 0     | 1      |
|      | Teemu Selanne       | FIN  | 0    | 1      | 0     | 1      |
|      | Therese Sjölander   | SWE  | 0    | 1      | 0     | 1      |
|      | Katarina Timglas    | SWE  | 0    | 1      | 0     | 1      |
|      | Kimmo Timonen       | FIN  | 0    | 1      | 0     | 1      |
|      | Anna Vikman         | SWE  | 0    | 1      | 0     | 1      |
|      | Pernilla Winberg    | SWE  | 0    | 1      | 0     | 1      |
| 81   | Jan Bulis           | CZE  | 0    | 0      | 1     | 1      |
|      | Caitlin Cahow       | USA  | 0    | 0      | 1     | 1      |
|      | Julie Chu           | USA  | 0    | 0      | 1     | 1      |
|      | Natalie Darwitz     | USA  | 0    | 0      | 1     | 1      |
|      | Pam Dreyer          | USA  | 0    | 0      | 1     | 1      |
|      | Tricia Dunn-Luoma   | USA  | 0    | 0      | 1     | 1      |
|      | Molly Engstrom      | USA  | 0    | 0      | 1     | 1      |
|      | Martin Erat         | CZE  | 0    | 0      | 1     | 1      |
|      | Chanda Gunn         | USA  | 0    | 0      | 1     | 1      |
|      | Jamie Hagerman      | USA  | 0    | 0      | 1     | 1      |
|      | Milan Hejduk        | CZE  | 0    | 0      | 1     | 1      |
|      | Ales Hemsky         | CZE  | 0    | 0      | 1     | 1      |
|      | Milan Hnilicka      | CZE  | 0    | 0      | 1     | 1      |
|      | Kim Insalaco        | USA  | 0    | 0      | 1     | 1      |
|      | Jaromir Jagr        | CZE  | 0    | 0      | 1     | 1      |
|      | Frantisek Kaberle   | CZE  | 0    | 0      | 1     | 1      |
|      | Tomas Kaberle       | CZE  | 0    | 0      | 1     | 1      |
|      | Kathleen Kauth      | USA  | 0    | 0      | 1     | 1      |
|      | Courtney Kennedy    | USA  | 0    | 0      | 1     | 1      |
|      | Katie King          | USA  | 0    | 0      | 1     | 1      |
|      | Kristin King        | USA  | 0    | 0      | 1     | 1      |
|      | Ales Kotalik        | CZE  | 0    | 0      | 1     | 1      |
|      | Filip Kuba          | CZE  | 0    | 0      | 1     | 1      |
|      | Pavel Kubina        | CZE  | 0    | 0      | 1     | 1      |
|      | Robert Lang         | CZE  | 0    | 0      | 1     | 1      |
|      | Marek Malik         | CZE  | 0    | 0      | 1     | 1      |
|      | Rostislav Olesz     | CZE  | 0    | 0      | 1     | 1      |
|      | Sarah Parsons       | USA  | 0    | 0      | 1     | 1      |
|      | Jenny Potter        | USA  | 0    | 0      | 1     | 1      |
|      | Vaclav Prospal      | CZE  | 0    | 0      | 1     | 1      |
|      | Helen Resor         | USA  | 0    | 0      | 1     | 1      |
|      | Martin Rucinsky     | CZE  | 0    | 0      | 1     | 1      |
|      | Angela Ruggiero     | USA  | 0    | 0      | 1     | 1      |
|      | Dusan Salficky      | CZE  | 0    | 0      | 1     | 1      |
|      | Jaroslav Spacek     | CZE  | 0    | 0      | 1     | 1      |
|      | Kelly Stephens      | USA  | 0    | 0      | 1     | 1      |
|      | Martin Straka       | CZE  | 0    | 0      | 1     | 1      |
|      | Tomas Vokoun        | CZE  | 0    | 0      | 1     | 1      |
|      | David Vyborny       | CZE  | 0    | 0      | 1     | 1      |
|      | Lyndsay Wall        | USA  | 0    | 0      | 1     | 1      |
|      | Krissy Wendell      | USA  | 0    | 0      | 1     | 1      |
|      | Marek Zidlicky      | CZE  | 0    | 0      | 1     | 1      |

Antwerpen 1920 · 
Chamonix 1924 · 
St. Moritz 1928 · 
Lake Placid 1932 · 
Garmisch-Partenkirchen 1936 · 
St. Moritz 1948 · 
Oslo 1952 · 
Cortina d'Ampezzo 1956 · 
Squaw Valley 1960 · 
Innsbruck 1964 · 
Grenoble 1968 · 
Sapporo 1972 · 
Innsbruck 1976 · 
Lake Placid 1980 · 
Sarajevo 1984 · 
Calgary 1988 · 
Albertville 1992 · 
Lillehammer 1994 · 
Nagano 1998 · 
Salt Lake City 2002 · 
Turijn 2006 · 
Vancouver 2010 · 
Sotsji 2014 · 
Pyeongchang 2018 · 
Peking 2022

Lijst van olympische medaillewinnaars
Alpineskiën · Biatlon · Bobsleeën · Curling · Freestyleskiën · Kunstrijden · Langlaufen · Noordse combinatie · Rodelen · Schaatsen · Schansspringen · Shorttrack · Skeleton · Snowboarden · IJshockey